# Engenried
Engenried ist ein Ortsteil des Marktes Dießen am Ammersee im oberbayerischen Landkreis Landsberg am Lech.

## Geografie
Das Staatsgut Engenried liegt circa zwei Kilometer westlich von Bierdorf auf einem Höhenzug. 

## Geschichte
Engenried wurde erstmals 1365 als Engeried urkundlich erwähnt.
Im Jahr 1671 werden zwei Höfe erwähnt, beide sind dem Kloster Dießen grundbar.
Engenried gehörte schließlich bis zur Säkularisation 1803 zur Klosterhofmark Dießen.
Um 1878 wurden die beiden Höfe, wie im benachbarten Hübschenried, an den bayerischen Staat verkauft und dem Stammgestüt Achselschwang angegliedert.